# Stawtschany (Tscherniwzi)
Stawtschany (ukrainisch Ставчани; russisch Ставчаны Stawtschany, rumänisch Stăuceni, deutsch (bis 1918) Stawczan) ist ein Dorf im Süden der ukrainischen Oblast Tscherniwzi mit etwa 2000 Einwohnern (2022).
Das 1475 erstmals schriftlich erwähnte Dorf liegt in der nördlichen Bukowina etwa 10 km nordwestlich vom ehemaligen Rajonzentrum Kizman und etwa 30 km nordwestlich der Oblasthauptstadt Czernowitz zwischen dem zu großen Teichen angestauten Sowyzja-Fluss (Совиця).
Am 20. März 2018 wurde das Dorf zum Zentrum der neu gegründeten Landgemeinde Stawtschany (Ставчанська сільська громада/Stawtschanska silska hromada). Zu dieser zählten auch das Dorf Maljatynzi; bis dahin bildete es die Landratsgemeinde Stawtschany (Ставчанська сільська рада/Stawtschanska silska rada) im Rajon Kizman.
Am 12. Juni 2020 kamen noch die Dörfer Chliwyschtsche, Juschynez und Schyschkiwzi zur Landgemeinde hinzu.
Seit dem 17. Juli 2020 ist der Ort ein Teil des Rajons Tscherniwzi.
Folgende Orte sind neben dem Hauptort Stawtschany Teil der Gemeinde:
| Name                     | Name       | Name                     | Name       | Name         |
| ukrainisch transkribiert | ukrainisch | russisch                 | rumänisch  | deutsch      |
| ------------------------ | ---------- | ------------------------ | ---------- | ------------ |
| Chliwyschtsche           | Хлівище    | Хлевище (Chlewischtsche) | Cliveşti   | Chliwestie   |
| Juschynez                | Южинець    | Юженец (Juschenez)       | Iujineţ    | Jużinetz     |
| Maljatynzi               | Малятинці  | Малятинцы (Maljatinzy)   | Malatineţi | Malatynetz   |
| Schyschkiwzi             | Шишківці   | Шишковцы (Schischkowzy)  | Şişcăuţi   | Schischkoutz |